# 御嵩町立中小学校
御嵩町立中小学校 （みたけちょうりつ なかしょうがっこう）は、かつて岐阜県可児郡御嵩町に存在した公立小学校。

## 概要
- 校区は中・顔戸・古屋敷であり、旧・可児郡中町の小学校であった。1959年、御嵩小学校〈旧〉と統合し、御嵩小学校の新設により廃校。
- 跡地は民間会社の工場（太陽社電気株式会社御嵩工場）となっている。

## 沿革
- 1873年（明治6年）3月 - 可児郡中村に原泉学校が開校。愚渓寺境内に仮校舎を設置。
- 1874年（明治7年）9月 - 白山神社[注釈 2]境内に移転。
- 1876年（明治9年）4月 - 啓溟学校と原泉学校と合併し、春木学校と改称する。御嵩村の蟹薬師境内に移転する。
- 1881年（明治14年）12月 - 春木学校から原泉学校が分離する。原泉学校校舎は愚渓寺境内に設置。新木野分校を設置。
- 1882年（明治15年）10月 - 新築移転。
- 1886年（明治19年）11月 - 
  - 原泉学校が中村第一尋常小学校に改称する。
  - 原泉学校新木野分校が中村第二尋常小学校に改称する。
- 1889年（明治22年）7月1日 - 中村、顔戸村、古屋敷村が合併し、中村が発足。
- 1905年（明治38年）9月 - 中村第一尋常小学校と中村第二尋常小学校が合併し、中尋常高等小学校と改称する。
- 1913年（大正2年）12月 - 現在地に新築移転。
- 1941年（昭和16年）4月1日 - 中国民学校に改称する。
- 1947年（昭和22年）4月1日 -
  - 中村立中小学校に改称する。
  - 中村立中中学校が開校。中小学校の校舎の一部を仮校舎とする。
- 1950年（昭和25年） - 御嵩町立御嵩中学校と中村立中中学校が統合し、御嵩町中村学校組合立向陽中学校が開校。中小学校は単独校となる。
- 1952年（昭和27年）6月1日 - 中村が町制施行し中町となる。同時に中町立中小学校に改称する。
- 1955年（昭和30年）2月1日 - 御嵩町、中町、伏見町、上之郷村が合併し、御嵩町が発足。同時に御嵩町立中小学校に改称する。
- 1956年（昭和31年）2月 - 御嵩小学校〈旧〉と中小学校の統合が決まる。
- 1959年（昭和34年）3月 - 統合により廃校。